# Niedersächsischer Basketballverband
Der Niedersächsische Basketballverband e. V. (kurz: NBV) ist der Landesfachverband der Basketballvereine beziehungsweise Sportvereine mit Basketballabteilungen in den Bundesländern Niedersachsen und Bremen. Er ist Mitglied im Landessportbund Niedersachsen und im Deutschen Basketball Bund.

## Struktur und Aufgabenbereich
Dem NBV obliegt die Durchführung des Spielbetriebs in Niedersachsen und Bremen von der Altersklasse U10 bis zur Oberliga im Erwachsenenbereich. Untergliedert ist der Verband in die Basketballregionen Braunschweig, Bremen, Göttingen, Hannover, Lüneburg, Osnabrück, Oldenburg und Ostfriesland.
Der Vorstand des Niedersächsischen Basketballverbandes setzt sich aus dem Präsidenten, den drei Vizepräsidenten und dem Geschäftsführer zusammen.
Zu den Aufgaben des NBV zählen laut Verbandssatzung insbesondere die Vertretung seiner Mitglieder, der Spielbetrieb, die Förderung des Leistungssports, Vorbereitung und Betreuung von Auswahlmannschaften, Ausbildung, Fortbildung und Förderung im Trainer- und Schiedsrichterwesen, Förderung der Jugendarbeit, des Schulsports sowie des Breiten- und Seniorensports.

## Geschichte
Insbesondere über die Universitätsstädte Göttingen, Hannover und Braunschweig verbreitete sich Ende der 1940er/Anfang der 1950er Jahre der Basketballsport in Niedersachsen. 1949 gab es 30 Vereine mit Basketballabteilungen. Der Niedersächsische Basketballverband wurde 1950 gegründet, erster Vorsitzender war Emil Göing. Der Landessportbund Niedersachsen beschloss am 13. November 1953, die Sportart Basketball anzuerkennen und durch einen Verband oder Fachausschuss zu betreuen. Am 23. September 1963 wurde der Verband in das Vereinsregister eingetragen.
Im Jahr 1996 zählte der NBV laut Landessportbund Niedersachsen 365 Mitgliedsvereine. Laut Statistik hat der NBV mit Stand 2020 224 Mitgliedsvereine, die über Basketballabteilungen verfügten. Die Zahl der Mitglieder im NBV betrug 2020 18 207 (4 681 weiblich und 13 526 männlich).
Im Zeitraum 1999 bis 2005 führte Klaus Hantelmann den Verband als Vorsitzender. Von 2005 bis 2014 bekleidete Hans Thiel das Amt des NBV-Vorsitzenden, sein Nachfolger wurde Andreas Dienst. Dienst starb im Mai 2017 im Amt. Mayk Taherian wurde im Juli desselben Jahres zum Vorsitzenden des Niedersächsischen Basketballverbandes gewählt.
Am 1. Januar 2019 traten die Basketballvereine des Bundeslandes Bremen dem NBV bei. Zuvor hatte es bereits jahrelang einen gemeinsamen Spielbetrieb gegeben. Der Niedersächsische Verband übernahm im Zuge dieses Schritts mehrere Aufgabenbereiche des Bremer Verbands. 2020 fand eine Neuordnung der NBV-Regionen statt. Fortan bestanden die Regionen Braunschweig, Bremen, Göttingen, Hannover, Lüneburg, Oldenburg, Osnabrück und Ostfriesland.
Ende Juli 2023 wurde Stefan Körner als Nachfolger des zurückgetretenen Mayk Taherian neuer NBV-Vorsitzender.

## Ehrungen
Der Niedersächsische Basketballverband vergibt eine Ehrennadel in Gold und Silber. Zu den mit der höchsten Auszeichnung („Goldene Ehrennadel im NBV“) geehrten Persönlichkeiten gehören neben anderen Walther Meyer, Wessel Lücke, Dennis Schröder und Daniel Theis.